# 4777 Aksenov
4777 Aksenov este un asteroid din centura principală, descoperit pe 24 septembrie 1976 de Nikolai Cernîh.